# Jean-Pierre Delaunay
Jean-Pierre Delaunay (Sainte-Adresse, 17 gennaio 1966) è un ex calciatore francese, di ruolo difensore.

## Carriera
Difensore centrale, poteva giocare anche come terzino destro. È il primatista di presenze del Le Havre, società per la quale ha giocato per quasi tutta la carriera, fatta eccezione per un breve periodo di quattro mesi passato in Scozia.

## Palmarès

### Club

#### Competizioni nazionali
- Campionato francese di seconda divisione: 2

Le Havre: 1984-1985, 1990-1991